# Patrick Bruel
Patrick Maurice Bruel Benguigui (Tlemcen, 1959. május 14. –) francia dalszerző, énekes, zenész, színész.

## Pályafutása
Szülei tanárok voltak. 1960-ban elváltak, anyja második házasságából lett két féltestvére David Moreau (1972) és Fabrice Moreau (1975). 1962-ben kikiáltották Algéria Franciaországtól való függetlenségét. Ekkor nagyon sok francia Franciaországba költözött, ők voltak a feketelábúak. Köztük ők is, ők a zsidó feketelábúak közé tartoznak. Párizsban külvárosában, Argenteuil-ben telepedtek le anyjával.
5 éves korától nagy hatással volt rá Georges Brassens, Serge Reggiani, Jacques Brel és Serge Gainsbourg.
A IV. Henrik líceumba jár Párizsba, iskola után jár focizni. 1978-ban válaszol egy hirdetésre  Alexandre Arcady, szintén feketelábú, akkor éppen debütáló filmrendező keres, egy feketelábú akcentusú fiút az első filmjéhez (Coup de Sirocco). A filmben Gérard Jugnot-val és Marie-Anne Chazel-lel játszik együtt. A labdarúgó VB helyett a nagy focirajongó elvállalja a szerepet. A forgatás után New Yorkban tölt egy kis időt, itt találkozik Gerard Presgurvic zenész-dalszerzővel, akivel később több lemezen is együtt dolgoznak.
Később több tévéfilmben is és színházban is játszik. 1983-ban szintén Arcady rendezésével a Le Grand Carnaval című mozifilmben, Philippe Noiret-val, Richard Berry-vel, Gérard Darmon-nal játszik együtt.
1984 elején mutatkozik be a televízióban, mint énekes. Az első De Face címet viselő album nem hoz nagy sikereket, mégis lehetőséget kap egy L'Olympia-beli koncertre és egy három hónapos turnéra.
Két filmben kap szerepet, Claude Lelouch és Georges Lautner drámájában játszik.
Az Alors regarde című új lemeze, meghozza a sikert, három millió példányban kel el. A Casser la voix című száma különösen nagy sikert arat.
1989-ben ismét Arcadyval dolgozik és Claude Brasseur mellett játszhat. 1990-ben a Vannak napok... és vannak holdak, újabb Claude Lelouch drámában Gérard Lanvin, Annie Girardot, Vincent Lindon, Paul Préboist, Serge Reggiani a partnerek.
A Zenith béli fellépése és az azt követő turné gyümölcse, mely koncertekről két film is készül, a Si ce soir 1991-es dupla koncertlemez.
1990 és 1992 között három Victoires de la musique díjat gyűjt be. Ez a két év koncertezéssel telik Nyugat-Európában, Kanadában és Tuniszban is fellép.
Claude Zidi kérte fel egy főszerepre.
1993-ban csatlakozott a  Restos du Cœur Alapítvány által működtetett Les Enfoirés-hez.
1994-ben a harmadik albumának a Bruel nevet adja. A kezdő Palais Omnisports de Paris-Bercy-ben rendezett koncertet, másfél éves turné követi, melynek eredménye az On s'était dit... koncertlemez.
A Les cent et une nuits de Simon Cinéma című Agnès Varda 1995-ös vígjátékban Marcello Mastroianni, Jean-Paul Belmondo, Alain Delon, Robert De Niro és a kor legnagyobb színészeivel játszhatott együtt.
A Sabrina című filmben Harrison Ford mellett kap egy kisebb szerepet.
1996-ban a Jaguár című filmben Jean Reno a partnere. Ebben az évben kitüntetik a Francia Köztársaság Nemzeti Érdemrendje lovagi címmel.
Ismét Arcadyval dolgozik és több filmes szerepet vállal.
Julien Clerc és Johnny Hallyday koncertjein vendégeskedik, néhány duó erejéig.
1999-ben 40 évesen jelenik meg Juste Avant című albuma, melyen több szám is előkelő helyet foglal el a slágerlistákon.
2002-es Entre deux lemeze a 30-as évek zenei stílusát idézi. Charles Trenet, Jean Renoir által jegyzett dalok is szerepelnek a dupla albumon. A duó albumon többek között: Charles Aznavour, Renaud, Sandrine Kiberlain, Emanuelle Béart, Jean-Jacques Goldman, Johnny Hallyday, Francis Cabrel, Zazie, Alain Souchon is közreműködik duettparnerként.
2004-ben a cunami áldozatok megsegítésére írta a "Et puis la terre" című dalt, mellyel a Vöröskeresztet támogatta. A dalt többek között Francis Cabrel, Lara Fabian, Garou, Alain Souchon, Yannick Noah, Jean-Jacques Goldman, Johnny Hallyday, Gerard Darmon, Zazie, Isabelle Boulay, Claire Keim, Patrick Fiori, Axelle Red, Pascal Obispo, Maxime Le Forestier, Julien Clerc, Natasha St-Pier, Mimie Mathy, Charles Aznavour, Lorie, Dany Brillant, Véronique Sanson, Maurane, Ophélie Winter, Sandrine Kiberlain énekli.
2006-os albuma a Des Souvenirs devant, a negyedik helyet érte el a slágerlistákon.
2012-es  Lequel de nous című lemeze Franciaországban és Belgiumban a slágerlistákon az első helyig jutott.
2015-ös Très souvent, je pense à vous... című lemezével Barbara énekesi pályája előtt tiszteleg Barbara számaival. A legjobb helyezést Svájcban a 4. hellyel érte el.
Profi pókerjátékos.

## Magánélete
2001-ben Saint-Tropez-ben ismerkedett meg, majd 2004-ben házasodott össze Amanda Sthers-szel Párizsban. Oscar fiuk 2003-ban született. Leon fiuk 2005-ben. Három évi házasság után külön élnek.
2009 óta új barátnője Céline Bosquet, manöken és tévébemondó.
2013 óta Caroline Nielsennel élnek együtt.

## Díjai
- Francia Köztársaság Nemzeti Érdemrendje lovagi cím (1996)
- Victoire de la musique (A legtöbb külföldön eladott francia album: 1993)
- World Music Awards (A legnagyobb példányban eladott francia lemez: 1992)
- Victoire de la musique (Koncertfilm rendező: 1992)
- Victoire de la musique (Az év férfi előadója: 1992)
- Victoire de la musique (Az év videóklipje: Casser la voix: 1990)

## Lemezei
- De face (1986)
- Alors, regarde (1989)
- Bruel 3 (1994)
- Juste avant (1999)
- Entre deux (2002)
- Des Souvenirs devant (2006)
- Lequel de nous (2012)
- Très souvent, je pense à vous... (2015)
- Ce soir on sort (2018)

 Koncertlemezek
- Live Olympia 87 (1987)
- Si ce soir... (1991)
- On s'était dit... (1995)
- Rien ne s'efface... (2001)
- Entre deux à l'Olympia (2003)
- Des Souvenirs... ensemble (2007)
- Seul ou preqsque (2009)
- Live 2014 (2014)

 Válogatás lemezek
- L'Essentiel (2001)
- Puzzle (2004)

 DVD-k
- Des souvenirs ensemble (2007)
- Rien ne s efface (2005)
- Entre-deux (2003)
- Tour 95 (1995)

## Filmjei
- Szex, szerelem, terápia /Tu veux... ou tu veux pas? (2014)
- Hogyan nevezzelek? (2012)
- Paris Manhattan (2011)
- Titkos állami ügyek (2006)
- A farkas (2004)
- Búcsúdal (2001)
- Kutyába se veszlek (1999)
- A szerelem filozófiája (1998)
- A jaguár (1996)
- Sabrina (1995)
- Vannak napok... és vannak holdak (1990)
- Ne vedd el tőlem a napot (1984)